# ماكنزي هيوز
ماكنزي هيوز (بالإنجليزية: Mackenzie Hughes)‏ هو لاعب غولف أمريكي، ولد في 23 نوفمبر 1990 في Dundas, Ontario ‏ في كندا.

## وصلات خارجية
- الموقع الرسمي
- ماكنزي هيوز على موقع رابطة لاعبي الغولف المحترفين (الإنجليزية)
- ماكنزي هيوز على موقع التصنيف العالمي الرسمي للغولف (الإنجليزية)
- ماكنزي هيوز على موقع أوليمبيديا (الإنجليزية)